# Геббова теорія
Ге́ббова тео́рія (англ. Hebbian theory) — це теорія в нейронауці, яка пропонує пояснення пристосування нейронів мозку під час процесу навчання, описуючи основний механізм синаптичної пластичності, в якому підвищення синаптичної дієвості виникає в результаті повторюваного й постійного стимулювання пресинаптичною клітиною постсинаптичної. Цю теорію, представлену Дональдом Геббом в його книзі 1949 року «Організація поведінки», також називають пра́вилом Ге́бба, постула́том Ге́бба та тео́рією анса́мблів кліти́н (англ. Hebb's rule, Hebb's postulate, cell assembly theory). Гебб формулює її наступним чином:
Припустімо, що постійність або повторюваність віддзеркалювальної активності (або «сліду») веде до спонукання довготривалих змін у клітинах, які додають їй стійкості.[…] Коли аксон клітини A знаходиться достатньо близько, щоби збуджувати клітину B, та повторювано або постійно бере участь у її спрацьовуванні, то відбувається певний процес росту або метаболічних змін в одній або обох клітинах, такий, що дієвість A як однієї з клітин, що призводять до спрацьовування B, збільшується.Оригінальний текст (англ.)
[Let us assume that the persistence or repetition of a reverberatory activity (or "trace") tends to induce lasting cellular changes that add to its stability.[…] When an axon of cell A is near enough to excite a cell B and repeatedly or persistently takes part in firing it, some growth process or metabolic change takes place in one or both cells such that A's efficiency, as one of the cells firing B, is increased.] Помилка: [undefined] Помилка: {{Lang}}: немає тексту (допомога): текст вже має курсивний шрифт (допомога)
Цю теорію часто спрощують фразою Зігрід Лювель: «Між клітинами, які спрацьовують разом, встановлюється зв'язок» (англ. "Cells that fire together, wire together"). Проте це спрощення не слід сприймати буквально. Гебб наголошував, що клітині A треба «брати участь у спрацьовуванні» клітини B, а така причинність може траплятися лише якщо клітина A спрацьовує безпосередньо перед, а не в той же самий час, що й клітина B. Цей важливий аспект причинності в праці Гебба провістив те, що тепер знане як пластичність, залежна від часу спайків, яка вимагає передування в часі. Ця теорія намагається пояснити асоціативне, або ге́ббове навча́ння (англ. Hebbian learning), в якому одночасне збудження клітин призводить до вираженого збільшення синаптичної сили між цими клітинами, і пропонує біологічну основу для методів безпомилкового навчання для освіти та відновлення пам'яті. В дослідженні нейронних мереж у функції пізнання її часто розглядають як нейрональну основу некерованого навчання.

## Геббові енграми та теорія ансамблів клітин
Геббова теорія розглядає, як нейрони могли би з'єднуватися між собою, щоби ставати енграмами. Геббові теорії про вигляд та дію ансамблів клітин можна зрозуміти з наступного: «Загальна ідея є старою, що будь-які дві клітини або системи клітин, які повторювано бувають збудженими в один і той самий час, схильні ставати „пов'язаними“ так, що збудженість в одній полегшує збудження іншої.»:70 Він також писав: «Коли одна клітина повторювано допомагає збуджувати іншу, то аксон першої клітини розвиває синаптичні булавоподібні розширення (або збільшує їх, якщо вони вже існують) у контакті з сомою другої клітини.»:63
Гордон Олпорт постулює додаткові ідеї стосовно теорії ансамблів клітин і її ролі в формуванні енграм в напрямку поняття автоасоціювання (англ. auto-association), описані наступним чином:
Якщо входи до системи призводять до повторюваного трапляння однієї й тієї ж картини збудження, то набір збуджених елементів, що складають цю картину, ставатиме все сильніше взаємопов'язаним. Тобто, кожен елемент буде схильним вмикати будь-який інший елемент і (з від'ємними вагами) вимикати елементи, які не формують частину цієї картини. Іншими словами, картина в цілому стає «автоасоційованою». Ми можемо назвати навчену (автоасоційовану) картиною енграмою:44Оригінальний текст (англ.)
If the inputs to a system cause the same pattern of activity to occur repeatedly, the set of active elements constituting that pattern will become increasingly strongly interassociated. That is, each element will tend to turn on every other element and (with negative weights) to turn off the elements that do not form part of the pattern. To put it another way, the pattern as a whole will become 'auto-associated'.  We may call a learned (auto-associated) pattern an engram.
Геббова теорія була головною основою звичайного погляду, що, при аналізі на холістичному рівні, енграми є нейронними мережами.
Праця в лабораторії Еріка Кендела забезпечила свідчення залученості геббових механізмів навчання в синапсах морського черевоногого Aplysia californica.
Експерименти з геббових механізмів зміни синапсів у синапсах центральної нервової системи хребетних є набагато складнішими для керування, ніж експерименти з простими синапсами периферичної нервової системи, що досліджувалися в морських безхребетних. Більшість роботи з довготривалими синаптичними змінами між нейронами хребетних (такими як довготривала потенціація) включає використання не фізіологічного експериментального стимулювання клітин мозку. Проте деякі з фізіологічно відповідних механізмів зміни синапсів, що досліджувалися в мозку хребетних, видаються прикладами геббових процесів. Одне з таких досліджень[яке?] є оглядом результатів експериментів, які вказують, що довготривалі зміни синаптичної сили може бути викликано фізіологічно відповідною синаптичною активністю, яка працює як за геббовими, так і за не-геббовими механізмами.

## Принципи
З погляду штучних нейронів та штучних нейронних мереж, геббів принцип може бути описано як метод визначення, як змінювати ваги між нейронами моделі. Вага між двома нейронами збільшується, якщо ці два нейрони активуються одночасно, і зменшується, якщо вони активуються окремо. Вузли, які схильні бути або обидва позитивними, або обидва негативними одночасно, мають сильні позитивні ваги, тоді як ті, що схильні бути протилежними, мають сильні негативні ваги.
Наступне є стереотипним описом геббового навчання: (зауважте, що можливі й багато інших описів)
{\displaystyle \,w_{ij}=x_{i}x_{j}}
де {\displaystyle w_{ij}} є вагою з'єднання від нейрону {\displaystyle j} до нейрону {\displaystyle i}, а {\displaystyle x_{i}} є входом нейрону {\displaystyle i}. Зауважте, що це є навчанням шаблонів (ваги оновлюються після кожного тренувального зразка). В мережі Хопфілда з'єднання {\displaystyle w_{ij}} встановлюють в нуль, якщо {\displaystyle i=j} (рефлективні з'єднання не допускаються). За двійкових нейронів (збудження або 0, або 1) з'єднання встановлюватимуться в 1, якщо з'єднані нейрони мають однакове збудження для якогось шаблону.
Іншим стереотипним описом є:
{\displaystyle w_{ij}={\frac {1}{p}}\sum _{k=1}^{p}x_{i}^{k}x_{j}^{k},\,}
де {\displaystyle w_{ij}} є вагою з'єднання від нейрону {\displaystyle j} до нейрону {\displaystyle i}, {\displaystyle p} є числом тренувальних шаблонів, а {\displaystyle x_{i}^{k}} — {\displaystyle k}-тим входом до нейрону {\displaystyle i}. Це є навчанням епохами (ваги оновлюються після представлення всіх навчальних прикладів). Знов-таки, в мережі Хопфілда з'єднання {\displaystyle w_{ij}} встановлюють в нуль, якщо {\displaystyle i=j} (рефлективних з'єднань немає).
Різновидом геббового навчання, яке враховує таке явище, як блокування, та багато інших явищ нейронного навчання, є математична модель Гаррі Клопфа (англ. Harry Klopf). Модель Клопфа відтворює дуже багато біологічних явищ, а також є простою для втілення.

## Узагальнення та стійкість
Правило Гебба часто узагальнюють як
{\displaystyle \,\Delta w_{i}=\eta x_{i}y,}
або зміна в {\displaystyle i}-тій синаптичній вазі {\displaystyle w_{i}} дорівнює добуткові темпу навчання {\displaystyle \eta } та {\displaystyle i}-того входу {\displaystyle x_{i}} та постсинаптичного відгуку {\displaystyle y}. Часто згадують випадок лінійного нейрону,
{\displaystyle \,y=\sum _{j}w_{j}x_{j},}
а спрощення з попереднього розділу покладає як темп навчання, так і входові ваги рівними 1. Ця версія правила є явно нестійкою, оскільки в будь-якій мережі з переважним сигналом синаптичні ваги збільшуватимуться або зменшуватимуться експоненційно. Проте, може бути показано, що правило Гебба є нестійким для будь-якої моделі нейрона. Тому мережеві моделі нейронів зазвичай застосовують інші теорії навчання, такі як теорія БКМ, правило Оя або узагальнений геббів алгоритм.

## Виключення
Попри загальне використання геббових моделей для довготривалої потенціації, існує декілька винятків з геббових принципів, і прикладів, які показують, що деякі аспекти цієї теорії є надто спрощеними. Один із найкраще документованих із цих винятків стосується того, що синаптична зміна відбувається не просто між двома збудженими нейронами A та B, але й між сусідніми нейронами також. Це пов'язано з тим, як геббова зміна залежить від ретроградної сигналізації для зміни пресинаптичного нейрона. Сполукою, яку найчастіше ідентифікують як виконався ролі цього ретроградного передавача, є монооксид азоту, який, завдяки своїй високій розчинності та дифузійній рухливості, часто впливає на прилеглі нейрони. Цей тип дифузної синаптичної зміни, знаний як об'ємне навчання (англ. volume learning), протистоїть, або щонайменше доповнює, традиційну геббову модель.

## Пояснення геббовим навчанням дзеркальних нейронів
Геббове навчання та пластичність, залежну від часу спайків, використовували у впливовій теорії того, як виникають дзеркальні нейрони. Дзеркальні нейрони — це нейрони, які спрацьовують як тоді, коли особа виконує якусь дію, так і тоді, коли особа бачить або чує, як інша особа виконує подібну дію. Відкриття цих нейронів справило великий вплив на пояснення того, як особи розуміють дії інших, показавши, що коли особа сприймає дії інших, то вона активує моторні програми, які вона використовувала би для виконання подібних дій. Активування цих моторних програм додає інформацію до сприйняття, і допомагає передбачати, що особа робитиме далі на основі власних моторних програм того, хто сприймає. Виклик полягав у тому, щоби пояснити, як особи приходять до володіння нейронами, які реагують як при виконанні дії, так і коли особа чує або бачить, як інша виконує подібні дії.
Крістіан Кейзерз та Девід Перретт припустили, що, коли особа виконує певну дію, то вона бачитиме, чутиме й відчуватиме, як вона виконує цю дію. Ці зворотно-доцентрові сенсо́рні сигнали викликатимуть збудження в нейронах, які відповідають за бачення, чуття та відчуття цієї дії. Оскільки збудження цих нейронів систематично перекриватиметься в часі з тими моторними нейронами, які спричинили цю дію, то геббове навчання передбачатиме, що синапси, які з'єднують нейрони, що відповідають за бачення, чуття та відчуття дії, та нейрони, що активують цю дію, повинні посилюватися. Це ж вірно й тоді, коли люди дивляться на себе в дзеркало, чують власне белькотання, або коли їх імітують інші. Після повторюваного досвіду цієї зворотної доцентровості синапси, які з'єднують сенсорні та моторні представлення дії, будуть настільки сильними, що моторні нейрони починатимуть спрацьовувати на звук чи зображення цієї дії, і буде створено дзеркальний нейрон.
Докази цієї точки зору виходять з багатьох експериментів, які показують, що моторні програми може бути активовано новими слуховими або зоровими стимулами після повторюваного спаровування цих стимулів із виконанням моторної програми (огляд цих доказів див. у Джудіче та ін., 2009 р.). Наприклад, люди, які ніколи не грали на фортепіано, не активують ділянки мозку, які залучаються до гри на фортепіано, коли слухають фортепіанну музику. П'яти годин уроків фортепіано, в яких учасник зазнає впливу звуку фортепіано кожного разу, як натискає клавішу, достатньо для пізнішого спрацьовування збудження в моторних областях мозку при прослуховуванні фортепіанної музики. Відповідно до того факту, що пластичність, залежна від часу спайків, виникає лише якщо спрацьовування пресинаптичного нейрона передує спрацьовуванню постсинаптичного нейрона, зв'язок між сенсорними стимулами та моторними програмами, схоже, також посилюється лише якщо цей стимул зумовлено моторною програмою.